# Walter Bolden
Walter Lee Bolden (Hartford (Connecticut), 17 december 1925 – Manhattan (New York), 7 februari 2002) was een Amerikaanse jazzdrummer, arrangeur en componist.

## Biografie
Walter Bolden studeerde in 1945-1947 aan de Julius Hartt School of Music in Hartford. Van 1945 tot 1948 werkte hij bij Gigi Gryce en van 1948 tot 1950 bij Horace Silver. Begin jaren 1950 behoorde hij tot de bands van Stan Getz, Gerry Mulligan, Howard McGhee, George Wallington, Teddy Charles en Mat Mathews. Tijdens de tweede helft van de jaren 1950 werkte hij o.a. met Sonny Rollins, Carmen McRae, Tony Scott, Miriam Makeba/Ray Bryant, Al Cohn/Zoot Sims, Abbey Lincoln en George Shearing. Tijdens de jaren 1960 was hij vaak werkzaam buiten de jazz. Hij begeleidde o.a. de zanger Bobby Short.
Tijdens de jaren 1970 werkte hij met eigen formaties. Van 1974 tot 1976 was hij de verantwoordelijke coördinator van het Arts for New York Project Create. Tijdens de jaren 1980 speelde hij met Ray Bryant, Johnny Hartman, Junior Mance, Art Farmer en The Heath Brothers, tijdens de jaren 1990 met Walter Bishop jr. en Annie Ross. Bolden had ook zijn aandeel aan het boek Wailers van A. Taylor met enkele composities, zoals Mr. A.T., Stressed Out en Harlem Mardi Gras. Bolden, die werd beïnvloed door Max Roach en Kenny Clarke, arrangeerde o.a. voor Gigi Gryce, Horace Silver, Tadd Dameron en werkte hij mee aan plaatopnamen van J.J. Johnson, Henri Renaud en Coleman Hawkins.

## Overlijden
Walter Bolden overleed in februari 2002 op 76-jarige leeftijd aan de gevolgen van kanker.